# Mine Circuit
Der Mine Circuit ist eine ehemalige permanente Motorsport-Rennstrecke in Japan, die heute als Teststrecke des japanischen Herstellers Mazda fungiert.

## Geschichte
Der Mine Circuit wurde 1991 auf dem Gelände der im November 1972 als Atsu-Circuit eröffneten und zweimal erweiterten Vorgängerstrecke des von 1976 bis 1990 bestehenden Nishi-Nihon Circuits eröffnet. Obwohl Formel-1-Pläne nie realisiert werden konnten, erlangte der anspruchsvolle, technische Kurs eine hohe Reputation in der nationalen Rennszene. Die abgelegene Lage und finanzielles Missmanagement führten 2002 zur Insolvenz, in dessen weiterer Folge die Anlage an Mazda verkauft und zur Teststrecke umgewidmet wurde.

## Streckenbeschreibung
Die 3331 m lange Strecke besaß nur eine Streckenvariante, wurde im Uhrzeigersinn befahren und war 10-15 Meter breit. Die längste Gerade war 900 m lang. Die Boxenanlage umfasste 46 Boxen.
Nach dem Umbau zur Teststrecke wurden dem Kurs von Mazda mehrere Dynamik-Flächen, Hochgeschwindigkeitsgeraden für Slalomtests, ein Handlingkurs im europäischen Stil und eine Hochgeschwindigkeitsstrecke mit geringem Reibkoeffizient zur Bewertung der Bremssysteme hinzugefügt.

## Veranstaltungen
- Formel Nippon: (1977–1980, 1983–2005)
- Japanische Formel-3-Meisterschaft: (1994–2005)
- Super GT: (1994–2002)
- Japanische Tourenwagen-Meisterschaft: (1985–1990, 1992–1997)
- All Japan Sports Prototype Championship: (1992)